# 普萊森特格羅夫鎮區 (堪薩斯州格林伍德縣)
普萊森特格羅夫鎮區（英語：Pleasant Grove Township）為美國堪薩斯州格林伍德縣轄下的鎮區。2010年美国人口普查中此鎮區人口有48人。

## 地理
普萊森特格羅夫鎮區涵蓋總面積為152.8平方（59.01平方英里），其中陸地面積為151.5平方（58.48平方英里），水域面積為1.4平方（0.53平方英里）或0.90%。海拔高度307（1,007英尺）。

## 人口統計
根據2010年美國人口普查，普萊森特格羅夫鎮區人口有48人，其中男性有27人，女性有21人，人口密度為每平方公里0.31人，住房計31戶。鎮區內的白人有47人，非裔美國人有0人，美洲原住民有0人，亞裔美國人有0人，太平洋島裔美國人有0人，其他種族有0人，混血種族則有1人。此外鎮區內有0人為西班牙裔或拉丁裔美國人。此鎮區之年齡中位數為52.0歲，而男性年齡中位數為53.5歲，女性年齡中位數為51.5歲。